# 小咪漫畫新人獎
小咪漫畫新人獎是由臺灣伊士曼小咪出版社（大然文化之前身）主辦之漫畫比賽，自1980年9月2日起每隔約半年舉辦一次，總共連續五屆。許多本土漫畫家如張靜美、任正華、高永、周顯宗、陳弘耀、甘麗瑛、柯翠芬（納蘭真）等，皆從此獎項嶄露頭角。

## 概要
呂墩建自1979年盜印未經授權的日本漫畫、出版《小咪漫畫周刊》以來，意識到培養本土漫畫家的重要性。他曾於1980年表示：
記得去年（按：1979年）在《書評書目》上看到洪建全基金會在兒童文學創作獎中增加漫畫獎項，在興奮激動的情緒下，我登時歡呼萬歲；還以為中國人終於承認漫畫是包含於兒童文學的領域，漫畫界抬頭的大好時機來臨了！當然，聽說在最後評審階段，漫畫還是受人排擠，當屆從缺，日後還會有被刪除的厄運。呂大哥聽到這個令人噴飯的消息後，一方面氣惱頑固人士的歧見，一方面感嘆：能扳回中國漫畫界生機的唯一冀望又告無著落！在氣憤之餘，將原本要參加比賽的漫畫稿件撕碎，立下誓願：「將來的某一天，我一定要舉行個有生有色的漫畫比賽！他們不願意辦，我來！」爾後，尋思良久，得到一個結論：只有跟著時代的潮流，造成出版周刊的風氣，才有可能扭轉漫畫界日漸沈淪的命脈，在有份量的周刊按造計畫訓練中國漫畫新生代。……

是故，伊士曼小咪出版社自1980年9月2日舉辦第一屆小咪漫畫新人獎，參賽資格為自創16至32頁的短篇故事漫畫，以沾水筆墨畫稿參加，而獎金則為：
1. 第一名：獎學金新台幣6千元，獎品同高級生獎。
2. 第二名：獎學金新台幣3千元，獎品同上。
3. 第三名：獎學金新台幣2千元，獎品同上。
4. 佳作獎：名額視情況而定。

《小咪漫畫周刊》另外開闢「新人講座」專欄，刊載得獎者的訪談介紹；並將得獎作品集結成冊，出版了五本《漫畫新人獎專輯》。1982年11月6日為第五屆，但隨著該漫畫雜誌的停刊，這個漫畫比賽也在此屆成為絕響。

## 得獎名單

### 第一屆
舉辦日期：1980年9月2日
| 名次   | 作者   | 作品           |
| ------ | ------ | -------------- |
| 第一名 | 任正華 | 《抉擇》       |
| 第二名 | 張靜美 | 《生命迴響曲》 |
| 第三名 | 陳金滿 | 《巫女之戀》   |
| 優等獎 | 周顯宗 | 《奔回本壘》   |
| 優等獎 | 謝靜敏 | 《黑寡婦》     |
| 佳作獎 | 柯翠芬 | 《棲鳳》       |
| 佳作獎 | 高靈   | 《秋的念曲》   |

### 第二屆
舉辦日期：1981年2月
| 名次   | 作者   | 作品             |
| ------ | ------ | ---------------- |
| 第一名 | 張靜美 | 《水仙子》       |
| 第二名 | 任正華 | 《夏天的故事》   |
| 第三名 | 周顯宗 | 《石竹園》       |
| 優等獎 | 陳金滿 | 《女王的悲哀》   |
| 優等獎 | 高靈   | 《剛起步的列車》 |
| 佳作獎 | 柯翠芬 | 《水仙》         |
| 佳作獎 | 謝靜敏 | 《另一半》       |

### 第三屆
舉辦日期：1981年9月
| 名次   | 作者   | 作品           |
| ------ | ------ | -------------- |
| 第一名 | 周顯宗 | 《燭火黃花》   |
| 第二名 | 高永   | 《罪與罰》     |
| 第三名 | 李奕瑋 | 《最後的微笑》 |
| 優等獎 | 陳德芳 | 《隱》         |
| 優等獎 | 周顯宗 | 《濛濛谷》     |
| 佳作獎 | 陳弘耀 | 《末日》       |

### 第四屆
舉辦日期：1982年2月
| 名次   | 作者   | 作品           |
| ------ | ------ | -------------- |
| 第一名 | 甘麗瑛 | 《失落的快樂》 |
| 第二名 | 高永   | 《向西》       |
| 第三名 | 黃書倩 | 《薇薇的天空》 |
| 優等獎 | 張汝珊 | 《扶桑》       |
| 優等獎 | 蔡長菁 | 《永蛻不息》   |
| 佳作獎 | 游素蘭 | 《夜》         |
| 佳作獎 | 黃建彰 | 《十七歲邊緣》 |
| 精神獎 | 張世雄 | 《野心》       |

### 第五屆
舉辦日期：1982年11月6日
| 名次   | 作者   | 作品               |
| ------ | ------ | ------------------ |
| 第一名 | 高永   | 《聲聲慢》         |
| 第二名 | 張汝珊 | 《人猿》           |
| 第三名 | 陳苓   | 《向陽》           |
| 優等獎 | 張放之 | 《天羊日與天鵝日》 |
| 佳作獎 | 羅淑玲 | 《褐色之月》       |
| 佳作獎 | 游素蘭 | 《芭蕾組曲》       |
| 佳作獎 | 方圓   | 《不可思議之夜》   |

## 評論
雖然《小咪漫畫周刊》未經原出版社授權，盜印許多日本漫畫；但是該刊為了與東立出版社的盜版漫畫雜誌《東立漫畫周刊》抗衡，選擇少女漫畫路線作為市場區隔，為了培養本土人才而主辦小咪漫畫新人獎的用心是有目共睹的。有了小咪漫畫新人獎這個平臺，張靜美、任正華、高永、周顯宗、陳弘耀、納蘭真等這些被挖掘出的少女漫畫新星在1980年代以後才能在臺灣漫壇大放異彩。

## 內部連結
- 呂墩建
- 伊士曼小咪出版社
- 小咪漫畫周刊

## 外部連結
- 《台灣女漫畫家研究（戰後～1990）》，張覺之著，國立台東大學兒童文學研究所碩士論文，2007年7月。